# Friedrich II. zu Castell
Friedrich II. Graf und Herr zu Castell (auch Friedrich III.; † um 1349) war von 1289 bis zu seinem Tod Herrscher der Grafschaft Castell.

## Die Grafschaft vor Friedrich II.
In Konkurrenz zu den anderen Adelsfamilien der Region häuften die Castell mehr und mehr Eigenbesitz an und formierten hieraus im Laufe des 12. Jahrhunderts einen Herrschaftsbereich im Süden und Westen des Steigerwaldes. Um das Jahr 1200 nahmen die Herren zu Castell auch den Titel eines Grafen an, bald darauf folgte die Formel „dei gratia“ (lat. von Gottes Gnaden). Das Gebiet, das die Grafen beherrschten war keineswegs einheitlich, sondern setzte sich aus Vogteien und ganzen und halben Dorfherrschaften zusammen.
Unter den direkten Vorgängern des Friedrich kam es zum Streit über die politische Ausrichtung des Herrschaftsgebietes. Die Grafschaft wurde unter den Brüdern Hermann, der den Würzburger Bischöfen nahestand, und Heinrich, der mit den Burggrafen von Henneberg paktierte, aufgeteilt. Während Hermann im Oberen Schloss in Castell residierte, stand Heinrich der Linie vom Unteren Schloss vor. Im Jahr 1282 stiftete Hermann ein Kloster auf der Vogelsburg, das zur Grablege der Familie werden sollte.

## Leben
Über die Jugend des Grafen schweigen die Quellen. Friedrich wurde wohl als erster Sohn von Hermann I. zu Castell und dessen Frau Sophie von Wildberg geboren. Die Ausbildung des Grafen ist nicht überliefert. Im Jahr 1289 wurde Friedrich erstmals erwähnt, er hatte zu diesem Zeitpunkt bereits die Herrschaft über die Grafschaft übernommen. Bald darauf begann er die Lehen, die der Grafschaft vom Würzburger Hochstift gegeben wurden, zu erweitern.
Zusätzlich ließ er sich die Lehen in einer Liste aufstellen. Unter Graf Friedrich erhielten die Grafen für kurze Zeit das Erbschenkenamt vom Bischof von Würzburg verliehen. Er erwarb außerdem das Geleit zwischen Bamberg und Würzburg und konnte auf dieser Strecke den Würzburger Bischof begleiten. Zusätzlich erhielt die Stadt Schwarzach ein eigenes Gericht. Er bat 1338/1339 Ludwig den Bayern die Burg Stettenburg wieder aufzubauen. Der Würzburger Bischof Otto II. von Wolfskeel verweigerte sich allerdings, sodass der Wiederaufbau nie realisiert wurde.
Im Jahr 1340 trat die Grafschaft in den sogenannten Fränkischen Landfriedensbund ein. Gleichzeitig hielt unter den Söhnen des Friedrich die Tradition Einzug, ein Amt in einer der größeren Herrschaften der Umgebung zu übernehmen. Sohn Hermann diente als Landrichter in der Freien Reichsstadt Nürnberg und wurde von seinem Halbbruder Friedrich 1365 abgelöst. Friedrich II. starb um das Jahr 1349.

## Ehen und Nachkommen
Aufgrund der Bezeichnung des Sohnes Friedrich III. als Halbbruder von Hermann III. ist davon auszugehen, dass Friedrich II. zu Castell mindestens zweimal geheiratet haben muss. Zunächst ehelichte der Graf vor dem 1. Mai 1289 Willibirg von Hohenlohe. Seine zweite Hochzeit fand mit Elisabeth von Nortenberg statt.
- Hermann († um 1365)
- Friedrich (1) († um 1376)
- Friedrich (2) († um 1367)
- Elisabeth († 1319)
- Peter († um 1378)[3]